# 森川輝紀
森川 輝紀（もりかわ てるみち、1945年1月3日－）は、教育史学者。埼玉大学名誉教授、福山市立大学名誉教授。
1967年東京教育大学教育学部卒、74年同大学院博士課程満期退学、同年埼玉大学教育学部講師、1976年同大学助教授、1992年同大学教授、2010年同大学定年退任・名誉教授、2011年福山市立大学教授。2017年同大学定年退任・名誉教授。
1995年教育史学会理事（2010年まで）、2007年教育史学会代表理事（2010年まで）。

## 編著書

### 著書
- 『近代天皇制と教育』梓出版社，1987年4月
- 『大正自由教育と経済恐慌』三元社，1997年2月
- 『国民道徳論の道』三元社，2003年5月
- 『増補版　教育勅語への道』三元社，2011年7月
- 『教養の教育学』三元社，2015年6月

### 共編著
- 『教育社会史』山川出版社，2002年5月
- 『教育の社会文化史』放送大学教育振興会，2004年3月
- 『教育史研究の最前線』（教育史学会 編）日本図書センター，2007年4月
- 『教育の社会史』放送大学教育振興会，2008年3月
- 『小学校教師になるには』ぺりかん社，2010年3月
- 『中学校・高校教師になるには』ぺりかん社，2012年2月
- 『教育史入門』放送大学教育振興会，2012年3月
- 『公共性・ナショナリズムと教育（論集 現代日本の教育史 第5巻）』日本図書センター，2014年1月